# Олдсмобил
Олдсмобил (на английски: Oldsmobile, а на някои места името се среща Olds + Mobile) е марка автомобили собственост на Дженеръл Мотърс.
Основана е от Ренсъм Илай Олдс и се произвежда в САЩ от 1897 до 2004 г. В своята 107-годишна история тя произвежда 35,2 милиона автомобила заедно с 14 милиона построени във фабриката в Ленсинг. Когато е закрита, „Олдсмобил“ е най-старата американска и сред най-старите световни марки, след „Даймлер“ и „Пежо“. Духът на „Олдсмобил“ сега живее в друга марка на Дженеръл Мотърс – „Буик“.

## История
Ренсъм Илай Олдс е един от първите американски конструктори и предприемачи, които усвояват серийното производство на бензинови двигатели и автомобили. Неговата активна дейност започва през 1891 г. с разработката на компактен триколесен паромобил, който остава само на ниво прототип. През 1896 г. Олдс основава относително малката компания „Олдс Мотор Виакъл“ (оригинално име Olds Мотор Vehicle) и изработва своя първи бензинов самоход с едноцилиндров двигател от 5 к.с. През 1898 г. бизнесменът С. Л. Смит, който по същото време търси доходна работа за двамата си синове, купува работилницата на Олдс]] и премества производството от Ленсинг в Детройт.
Първоначално новите собственици имат намерение да произвеждат скъпи и луксозни лимузини, което едва не довежда до фалита на фирмата през 1900 г. За да спаси положението Ренсъм Олдс разработва простия като конструкция 1-цилиндров модел Curved Dash (тоест с извита преграда в предната част), чийто волан е заменен от обикновен лост. По същото време голяма част от имуществото на фирмата, много от готовите шасита и архива с чертежите са унищожени от голям пожар. За щастие прототипът на Oldsmobile Curved Dash е спасен и през 1901 г. започва неговото серийно производство. Малкият 1-цилиндров самоход с мощност 5 к. с. и двустепенна планетарна предавка се радва на огромна популярност и се превръща в един от първите успешни опити за серийно произвеждан автомобил.
За кратко време Curved Dash става най-разпространеният бензинов модел в САЩ. До 1904 г. са изработени над 5000 броя, благодарение на което компанията се нарежда сред лидерите на американското автомобилостроене. През същата година обаче Смит решава, че повече не се нуждае от Ренсъм Олдс и го уволнява. Той се завръща в Ленсинг, където основава собствена компания, която носи неговите инициали – РИО.
През 1905 г. производството на Oldmobile също е продължено в Ленсинг. През същата година там са изработени няколко модела с боксерен, двуцилиндров двигател През 1906 г. се появяват моделите „Л“ (20/24 к.с.) с двутактов двигател и „С“ (26/28 к.с.) с 4-цилиндров двигател. Те не се ползват с особен успех и за да стабилизират позициите си, фирмата решава да се включи в новооснованата компания General Motors.
През 1910 г. Oldsmobile представя престижния модел Лимитед, снабден с 6-цилиндров двигател от 11581 куб. см и четири степенна скоростна кутия. Каросерията разполага с две стъпалообразни степенки за по-удобно качване на пътниците, както и огромни 42-инчови колела (1065 мм). Максималната скорост на Лимитед е 110 км/ч, а името му е вдъхновено от победата в необичайна надпревара между Олбани и Ню Йорк, в която автомобилът се състезава със скоростния експрес 20-th Century Limited.
През 1913 г. производствената програма на фирмата включва един 7-литров модел и още няколко евтини 4-цилиндрови разработки, а през 1915 г. се появява изцяло нов 4-ри литров модел с мощен двигател V8, снабден с алуминиеви бутала, които остава в производство до 1923 г.
След войната е предприето масово унифициране на моделите, съобразено с цялостната програма на General Motors. Така например през 1921 г. в новите модели на Oldsmobil е внедрен 2,8-литров двигател, идентичен с този на Cervolet. През 1924 г. двигателите от 4 и 8 цилиндъра са заменени от нов 6-цилиндров агрегат с работен обем 2774 куб.см. В течение на следващите 5 години всички автомобили на компанията са снабдени само с този двигател.
След 1927 г. Голяма част от фирмената продукция вече разполага със спирачки на всички колела, а през 1929 г. е лансиран луксозния модел Viking с 4244 кубиков двигател V8, идентичен с този на Salle (марката е разновидност на Cadillac, произвеждан от края на 20-те години). През 1932 г. Oldsmobile предлага по-евтина версия с 8-цилиндров двигател от 3933 куб. см.
През 1940 г. настъпва повратен момент в биографията на компанията. Тогава Oldsmobile за първи път в рамките на компанията General Motors започва да предлага срещу доплащане хидро-пневматична скоростна кутия от типа Hydra-Matic, а след 1948 г. почти 75% от автомобилите на Oldsmobile се продават с автоматична скоростна кутия. В края на същата година е представен изцяло новият модел „98“ чиято модерна, понтонна каросерия е изпълнена в модерния за онази епоха дизайнерски стил Futuramic. Автомобилът се отличава със своето панорамно предно стъкло и новият 5-литров двигател V8 от 135 к.с, наречен Rocket. През 1954 г. са въведени нов тип фарове, които автоматично преминават на по-къси светлини при наближаване към насрещно движещ се автомобил. През 1958 г. дебютира огромният модел Dynamic 88 Starfire, при който за първи път във фирмената история е въведена комбинация от четири фара, както и някои пневматични елементи в системата на задното окачване.
През 50-те години моделите на Oldsmobile, както впрочем и повечето американски автомобили рязко променят своя облик и за период от 6 – 7 го¬дини удвояват мощността на своите двигатели. Така например в периода 1958 – 1959 г. производствената програма на компанията вече включва три различни модификации Dynamic 88, Super 88 и Super 98, с дву-, четири- и пет-местни каросерии хард-топ, седан и универсал. Те са снабдени само с V-образни, 8-цилиндрови двигатели от 6,1 и 6,5 л, чиято мощност е съответно 270, 300 и 315 к. с, а предлаганите автоматични скоростни кутии са 3- и 4-степенни. Каросериите на всички модели са с широчина 2,05 м и дължина, която варира от 5,55 м до 5,66 м.
По това време нараства търсенето по-компактни и икономични автомобили. В резултат на това през 1961 г. Oldsmobile представя своя нов малък модел F-85, снабден с двигател V8 от 3523 куб.см. По същото време на негова база се произвеждат и полуспортните модефикации Cutlass и Jetfire, като втората раполага и с компресор.
През есента на 1965 г. се появява първият в историята на General Motors автомобил с предно предаване и 7-литров двигател V8 с автоматична скоростна кутия. Това е спортният хит Oldsmobile Toronado, чиято максимална скорост достига 210 км/ч при мощност от 385 к. с.
До 1971 г. Oldsmobile предлага и три модела с откриващ се покрив – Cutlass Supreme, 422 и Delta 88, които са оборудвани с предни дискови спирачки. През 1973 г. се появява и компактната 6-цилиндрова Omega с 4097-кубиков двигател, чиято концепция е аналогична с тази на Pontiac Ventura. През 1975 г. Oldsmpobile представя своя последен кабриолет Delta Royal и субкомпактният Starfire, снабден с петстепенна скоростна кутия. От 1979 г. компанията предприема масова пренастройка на продукцията си към по-икономични и по-компактни модели с предно предаване. Предвестник на новата фирмена стратегия става Omega, който се предлага с два вида четири 6-цилиндрови двигатели от 2,5 и 2,8 л, чиято мощност достига съответно 93 и 132 к. с. През 1981 г. са представени по-просторни модели Cutlass Ciera, чийто работен обем двигателя варира от 2,5 до 3,8 л, а една годиш по-късно към тях с присъединява и малогабаритната според американските стандарти Firenza с двигатели от 1,8 и 2 л и мощност съответно 83 и 89 к. с.
През 1984 г. на мястото на Omega идва изцяло новото поколение Cutlass Ciera. По това време най-комфортният седан, предлаган от фирмата, е „98“, който освен че е по-лек и икономичен, вече е снабден и с предно предаване. През 1985 г. предно предавана получават и големите лимузини от серията 88, които вече се оборудват с икономичен двигател V6 с работен обем от 3 и 3,8 л и мощнос 125/142 к. с.
През 1987 г. дебютира новото поколения модели от среден клая Cutlass Supreme с двигатели V6 (3,1/3,4 л и мощност 162/213 к. а), а след 1991 г. Oldsmobile представя фамилията от компактни модели Achiva с двигатели от 2,3 до 3,1 л. Година по-късно моделите 88 и 98 са основни модернизирани и получават по-мощни 3,8 литрови двигатели V6. През 1995 г. е лансиран комфортният и футуристично изглеждащ модел Aurora, който за разлика от основната гама разполага с 4-литров двигател V8 от ново поколение, достигащ мощност от 253 к. си ускорение от 0 до 96 км/ч, равно на 7,5 сек.
Една година по-късно е премиерата на изцяло новото поколение Cutlass, който е най-масовият модел в по-ранната история на фирмата, но в средата на 90-те години губи голяма част от своите почитатели.
През 1996 г. идва ред на новия среден модел Intrigue, който става умалено копие Aurora. Според стратезите на компанията този луксозен модел със спортно окачване и 3,8-литров двигател V6 от 197 к. с, би трябвало да привлече повече клиенти, но това не се случва.

### Спасението
Основната причина за спадането на интереса към Oldsmobile в средата на 90-те години се дължи на факта, че по това време компанията предлага само леки автомобили с предно предаване и напречно разположен двигател V6, който вече имат не по-малко атрактивни аналози в останалите дивизии на General Motors. Загубата на клиенти и сериозното отдалечаване от своята индивидуалност и блясъка на отминалите години постепенно довеждат Oldsmobile до сериозен спад в нивото на продажбите. Тогава за първи път се обсъжда и въпросът за евентуално закриване на компанията, но спасителният модел в тази критична ситуация се оказва Aurora, както и лансираните скоро след това Silhouette (миниван, аналогичен с Pontiac Trans Sport) и всъдехода Bravada, който фактически представлява двойник на Chevrolet Blazer, но с постоянно задвижване на четирите колела и много по-богато обзавеждане.

### Края
В резултат от новата фирмена политика е реализирано известно по-качване на продажбите. Ако през 1997 г. са произведени 334 хиляди автомобила, до една година по-късно те вече са 364 хиляди. Въпреки всичко обаче продажбите на всички останали модели с изключение на Cutlass и Intrigue продължават критично да спадат. За сравнение само десет години по-рано Oldsmobile продава минимум по половин милион автомобила годишно. Всичко това довежда до окончателното решение за закриване на компанията, което е допълнително подкрепено и от дилърите на марката, чиито договори изтичат през 2005 г. и повече не са подновени.